# Obrint Pas
Gli Obrint Pas (espressione catalana per Passare Oltre) sono stati un gruppo musicale spagnolo formatosi a Valencia nel 1993 e attivo fino al 2014. 

## Storia
Gli Obrint Pas si sono formati il 4 novembre 1993, quando un gruppo di tre amici, Xavi Sarrià, Josep Pitarch e Carles Garcia, si sono conosciuti presso l'Institut d'Educació Secundària Benlliure nella città di Valencia. Nel 1994 hanno registrato il loro primo demo, con cui hanno partecipato alla fase finale del III Tirant de Rock organizzato da Acció Cultural del País Valencià, diventando uno dei quattro vincitori. Come premio, il gruppo ha contribuito con tre canzoni al CD condiviso "Tirant de Rock". Nel novembre dello stesso anno, con gli stessi mezzi, hanno registrato un secondo demo intitolato La nostra hora, seguito da un terzo demo pubblicato nel 1995 con il titolo Recuperant el somni. Negli anni successivi, la band ha partecipato a vari festival e concorsi che hanno contribuito a consolidare la loro musica.
Il primo disco è arrivato nel 1997, un EP intitolato La revolta de l'ànima, composto da cinque brani e pubblicato sotto l'etichetta 45 Revolucions, creata dagli stessi Obrint Pas. Successivamente, hanno pubblicato l'album omonimo Obrint Pas nel 2000, il primo lavoro con l'etichetta discografica Propaganda pel fet!, che li ha accompagnati per tutta la loro carriera. Riguardo a questo primo album, Xavi Sarrià ha dichiarato che: "La musica dell'album segue le linee del nostro stile. Abbiamo definito e concretizzato il suono delle canzoni più hardcore e più ska, ma abbiamo continuato a seguire le nostre linee guida aggiungendo elementi della musica tradizionale. Per quanto riguarda i testi, il messaggio è la visione della realtà percepita da giovani valenciani catalanisti".
Un paio di anni dopo e con molti concerti alle spalle, nel 2002 il gruppo ha pubblicato il secondo album Terra, un lavoro in cui hanno ampliato le loro influenze folk, includendo stili come la cumbia.
Nel 2004 è uscito il loro terzo album, intitolato La flama. Il loro quarto lavoro è stato un album dal vivo, En moviment!, pubblicato nel 2005 e accompagnato dal DVD Un poble en moviment!, registrato durante il concerto tenutosi al Campus dels Tarongers dell'Universitat de València in occasione della Diada del 25 aprile. Nel 2006 hanno portato a termine il tour Internacionalista Tour 2006, che li ha portati in diversi paesi europei durante sei mesi di viaggi.
Nell'aprile del 2007, il gruppo ha pubblicato il loro sesto album, Benvingut al paradís, che ha visto la collaborazione di numerosi artisti e gruppi come Miquel Gil, La Gossa Sorda, i venezuelani Area 23, l'italiano Rude AKA Barriobeat, gli occitani Alif Sound System, il basco Xabi Arakama dei Trikizio e Pep Gimeno Botifarra. L'album è stato pubblicato da Propaganda pel fet! e accompagnato dal DVD Assaltant el paradís, con immagini della registrazione dell'album e del tour Internacionalista Tour 2006.
Nel novembre del 2007 è stato pubblicato il libro Del Sud. El País Valencià al ritme dels Obrint Pas, il primo libro in cui il gruppo ha un ruolo di primo piano. Si tratta di un lavoro a metà strada tra il reportage giornalistico e il saggio letterario che racconta gli ultimi quindici anni della storia del País Valencià nel contesto politico, sociale e culturale, attraverso le canzoni e la carriera del gruppo. Gli autori sono i giornalisti valenciani Antoni Rubio e Hèctor Sanjuan.
In questo periodo, gli Obrint Pas hanno consolidato la loro presenza in Spagna, esibendosi in festival come il Viña Rock, l'Extremusika di Cáceres, l'Aúpa Lumbreiras, il Derrame Rock delle Asturie, il Festival por los Derechos Sociales dell'Andalusia, il Festichan, Mostra das Culturas, Lenguas Vivas, Dia da Patria, Festival Poesia No Condado della Galizia, il Kilometroak, Sagarrondotik, Bilboko Aste Nagusia, Arabatakada del País Basc, il Baitu Rock di Burgos o il Festival Interpueblos e Internacionalista di Madrid, così come in sale e centri sociali in tutto il paese. Contemporaneamente, hanno effettuato tournée internazionali toccando paesi come Germania, Italia, Paesi Bassi, Francia, Belgio, Austria, Bosnia, Croazia, Svizzera, Portogallo, Repubblica Ceca, Slovenia, Venezuela, Cuba, Cile, Argentina, Marocco, Palestina e Giappone.
L'8 aprile 2011 è stato pubblicato il disco-libro Coratge, composto da 15 canzoni e 90 pagine scritte da scrittori, poeti, musicisti e giornalisti. L'album ha debuttato alla 12ª posizione nella classifica gli album spagnoli. Nel luglio del 2011 sono tornati in Giappone per esibirsi al Fuji Rock.
Il 21 marzo 2013, gli Obrint Pas hanno annunciato una pausa indefinita, da effettuarsi a seguito di una serie di concerti conclusasi con tre esibizioni acustiche nel 2014.

## Stile musicale
La musica degli Obrint Pas è un misto tra rock, ska e reggae caratterizzato da melodie e strumenti tradizionali come la dolçaina, uno strumento di Valencia. I testi appoggiano l'indipendenza per i Paesi catalani, sostengono la lingua catalana e ne rivendicano la cultura e le tradizioni. Vengono inoltre trattati temi vincolati all'antifascismo e l'antirazzismo.

## Formazione
- Xavi Sarrià – chitarra e voce
- Josep Pitarch – basso
- Miquel Gironès – dolçaina
- Marc Guardiola – batteria
- Robert Fernández – chitarra
- Miquel Ramos – voce e tastiere

## Discografia
Album in studio
- 2000 – Obrint Pas
- 2002 – Terra
- 2004 – La flama
- 2007 – Benvingut al paradís
- 2011 – Coratge

Album live
- 2005 – En moviment!

Extended play
- 1997 – La revolta de l'ànima